# Fudbalski Klub Sutjeska Nikšić 2009-2010
Questa voce raccoglie le informazioni riguardanti il Sutjeska Nikšić nelle competizioni ufficiali della stagione 2009-2010.

## Rosa
| N. |                       | Ruolo | Calciatore           |
| -- | --------------------- | ----- | -------------------- |
|    | Montenegro (bandiera) | P     | Boris Lakićević      |
|    | Montenegro (bandiera) | P     | Vladan Giljen        |
|    | Montenegro (bandiera) | D     | Vukajlo Đukić        |
|    | Montenegro (bandiera) | D     | Milivoje Delić       |
|    | Montenegro (bandiera) | D     | Aleksandar Dubljević |
|    | Montenegro (bandiera) | D     | Danilo Vuković       |
|    | Montenegro (bandiera) | D     | Darko Bulatović      |
|    | Montenegro (bandiera) | D     | Đorđe Đikanović      |
|    | Montenegro (bandiera) | D     | Nikola Dževerdanović |
|    | Montenegro (bandiera) | D     | Ivan Vujačić         |
|    | Montenegro (bandiera) | C     | Dražen Međedović     |
|    | Montenegro (bandiera) | C     | Mirko Durutović      |
|    | Montenegro (bandiera) | C     | Marko Spasojević     |
|    | Montenegro (bandiera) | C     | Marko Dževerdanović  |

| N. |                       | Ruolo | Calciatore         |
| -- | --------------------- | ----- | ------------------ |
|    | Montenegro (bandiera) | C     | Andrija Pejović    |
|    | Montenegro (bandiera) | C     | Danilo Ćulafić     |
|    | Montenegro (bandiera) | C     | Boris Bulajić      |
|    | Montenegro (bandiera) | C     | Miroslav Todorović |
|    | Montenegro (bandiera) | C     | Tomislav Ćiraković |
|    | Montenegro (bandiera) | C     | Pavle Neric        |
|    | Montenegro (bandiera) | A     | Marko Kasalica     |
|    | Montenegro (bandiera) | A     | Božo Marković      |
|    | Montenegro (bandiera) | A     | Luka Merdović      |
|    | Montenegro (bandiera) | A     | Vido Sjekloća      |
|    | Montenegro (bandiera) | A     | Admir Adrović      |
|    | Montenegro (bandiera) | A     | Krsto Zvicer       |
|    | Montenegro (bandiera) | A     | Sead Banda         |